# 刻赤海峽

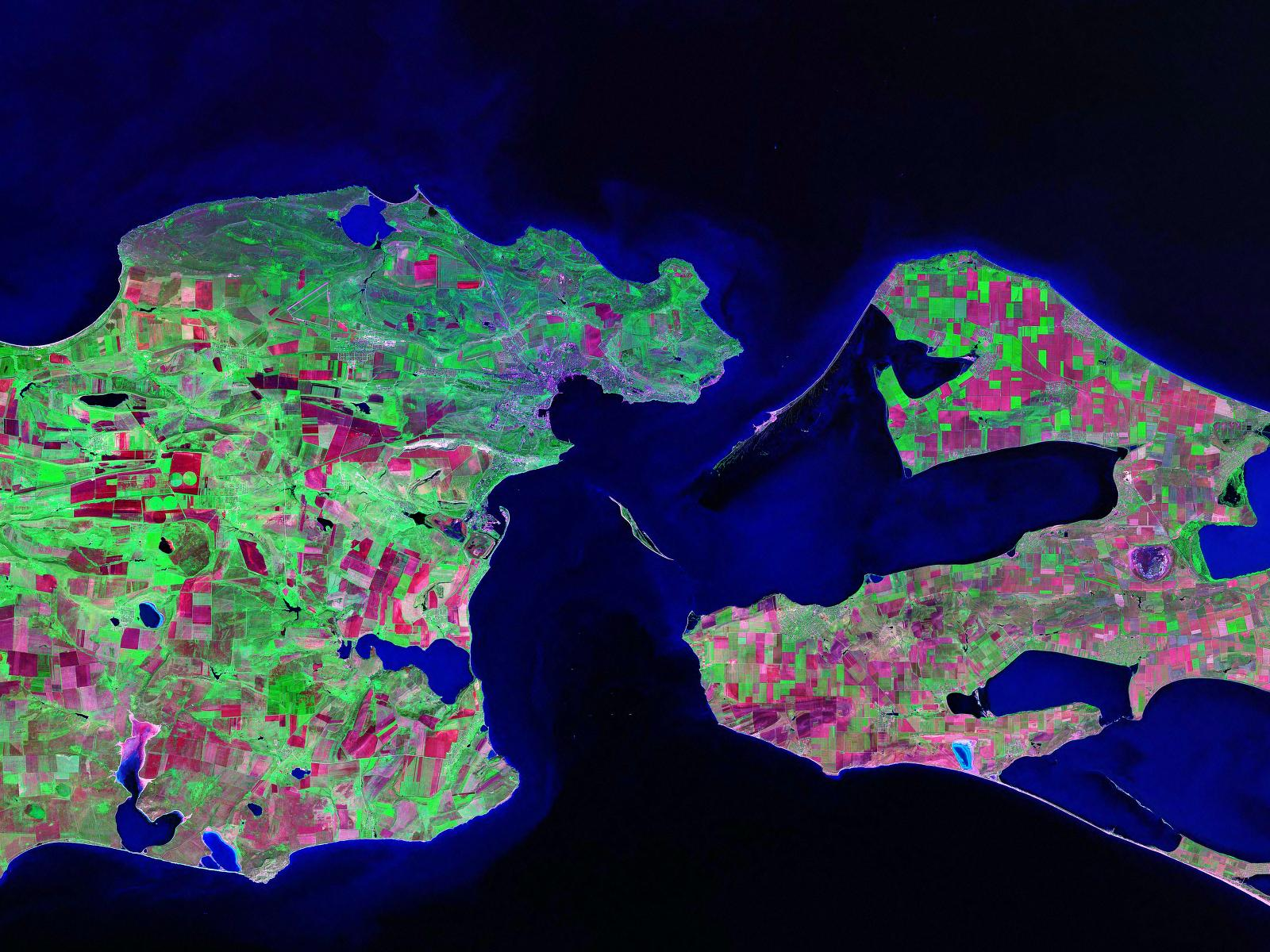
刻赤海峽的衛星圖像

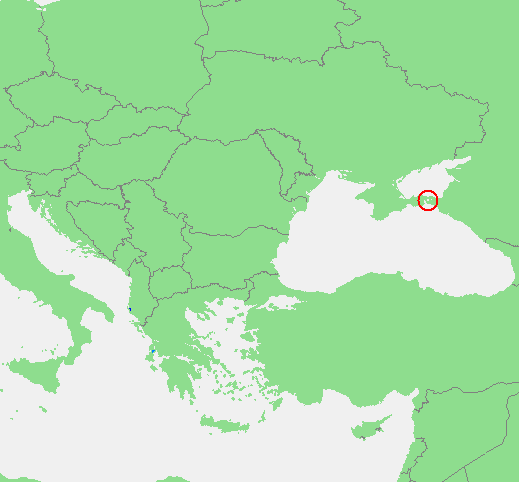
刻赤海峽在東南歐的位置

45°15′N 36°30′E / 45.250°N 36.500°E
刻赤海峽 （羅馬化：Kerchenska protoka，羅馬化：Kerchenskiy proliv）是連接黑海和亞速海的水道以及唯一航道，同時把乌克兰的克里米亞刻赤半岛与俄羅斯塔曼半島分開。海峽寬4.5至11公里，最大水深18公尺。沿岸最大城市為刻赤。
1944年德軍建有鐵路橋樑橫跨海峽，但於次年被浮冰撞毀橋墩，後來蘇聯時代有修建橋的計畫但未執行，僅以渡輪通行，蘇聯解體後該計畫一度陷入長期停滯，直到2010年俄羅斯與烏克蘭簽定興建新橋的同意書.而2014年俄羅斯占领克里米亞後，俄罗斯普京政权於同年下令重建刻赤海峽大橋以便利克里米亞半島與俄國的交通，由於政治力量的加入，這座橋於2018年5月15日完工。
2018年11月25日，烏克蘭海軍2艘輕型砲艇與1艘拖船在通過此海峽時，与俄军爆发了刻赤海峡冲突。2022年10月8日，克里米亚大桥遭攻击严重受损。